# ČSD-Baureihe E 669.3
Die ČSD-Baureihe  E 669.3 (ab 1988: Baureihe 183) ist eine sechsachsige elektrische Güterzuglokomotive der einstigen Tschechoslowakischen Staatsbahn ČSD für das 3-kV-Gleichstromsystem auf dem Gebiet der heutigen Slowakei. Sie entstand als Nachbau der 1965 gelieferten E 669.2.

## Entwicklung
Nachdem 1963–1965 die E 669.2 ausgeliefert waren, bestand noch weiterer Bedarf an dieser sechsachsigen Lokomotive für den schweren Güterzugdienst auf dem Gebiet der heutigen Slowakei. Deshalb wurden 1971 noch 43 Lokomotiven der genannten E 669.3 entwickelt und an die Tschechoslowakischen Staatsbahn ČSD ausgeliefert.
Die Lokomotiven hatten dasselbe Einsatzgebiet und dieselben technischen Parameter wie die Vorgängerbaureihe.

## Technische Merkmale
Die Lokomotiven sind Kastenlokomotiven mit an beiden Spitzen angeordneten Führerständen und dazwischen liegenden zentral verschlossenen Maschinenraum. Der Kasten der Lokomotiven ist geschweißt mit Stahlplatten und hat nur geringe optische Änderungen gegenüber der ČSD-Baureihe E 669.2.
Der Lokkasten entspricht bis auf Kleinigkeiten (z. B. ist die Form der Luftschlitze in den Dachschrägen anders) dem der Vorgängerbauart. Der einzige auffällige Unterschied ist der, dass bei den sechs Seitenfenstern lediglich eines zu öffnen ist. Auch gibt es im unteren Bereich des Lokrahmens einige geringe optische Unterschiede. Ansonsten entsprechen auch sie der Vorgängerbauart.
Die elektrische Ausrüstung entspricht der E 669.2.

## Einsatz
Die Lokomotiven hatten dasselbe Einsatzgebiet wie die Vorgängerbaureihe. Sie wurden lediglich von der ZSSK übernommen und beeindruckten von Anfang an durch ihre enorme Zugkraft und ihre ruhige Gleislage vor schweren Zügen.
Größtenteils sind heute ihre Leistungen auf Grund des rückläufigen Güterverkehrs von modernen vierachsigen Lokomotiven übernommen wurden. Entgegen der E 669.2 sind von der E 669.3 bei den ZSSK die Lokomotiven noch im Einsatz.
Ab 2011 wurden mehrere Lokomotiven auch an private Betreiber in Polen auf Mietbasis gegeben. Sie behielten ihre Ordnungsnummern und wurden lediglich intern als ET183 bezeichnet. Es erhielten die die Gesellschaften Pol-Miedź Trans 6 Lokomotiven, DB Cargo Polska 2 Lokomotiven und STK 5 Lokomotiven.